# Dar'ja Vas'kina
Dar'ja Andreevna Vas'kina (in russo Дарья Андреевна Васькина?; trasl. angl.: Daria Andreyevna Vaskina; Mosca, 30 luglio 2002) è una nuotatrice russa, vincitrice della medaglia di bronzo nella 50 m dorso ai mondiali di Gwangju 2019.

## Palmarès
- Mondiali

Gwangju 2019: bronzo nei 50m dorso.
- Olimpiadi giovanili

Buenos Aires 2018: oro nei 100m dorso, nella 4x100m sl e nella 4x100m sl mista, argento nei 50m dorso e bronzo nella 4x100m misti.
- Mondiali giovanili

Budapest 2019: argento nei 50m dorso e nella staffetta 4x100m misti, bronzo nei 100m dorso.
- Europei giovanili

Helsinki 2018: oro nei 50m dorso e nella 4x100m misti e argento nei 100m dorso.
Helsinki 2018: oro nei 50m dorso, nei 100m dorso e nella 4x100m misti mista.
Kazan 2019: oro nei 50m dorso, nei 100m dorso, nella 4x100m misti e nella 4x100m misti mista.